# Шевчук Микола Миколайович
Шевчук Микола Миколайович — Генеральний директор Львівської обласної державної телерадіокомпанії
Народився на Чернівеччині 27 квітня 1965.
1992 року закінчив Львівський університет імені І. Франка.
У 1988 році був членом-засновником Студентського братства Львівського національного університету
Тривалий час працював на одній із перших недержавних телекомпаній — телекомпанії «Міст».
Згодом переїхав у Київ, де став директором з питань реклами об'єднання недержавних телерадіостанцій України «УНІКА-ТВ».
Очолював також відділ реклами телеканалу СТБ. 2000 року запрошений у Національну телекомпанію України, де останні десять років працював комерційним директором.
2012 року призначений на посаду Генерального директора Львівської обласної державної телерадіокомпанії.